# キプロス航空284便爆破事件
キプロス航空284便爆破事件（Cyprus Airways Flight 284）は、ギリシアのアテネからキプロスのニコシアに向かっていた、キプロス航空284便が爆破された航空テロ事件である。なお、事件の首謀者は特定されなかった。

## 事件の概要
1967年10月11日の夜、英国欧州航空284便はデハビランド・コメット4B（機体記号:G-ARCO、1961年製造）で運航されており、イギリス・ ヒースロー空港から操縦乗員3名、客室乗務員4名、乗客38名が搭乗して離陸した。翌日12日午前1時11分（以下現地時間）にギリシアのアテネ空港に着陸し、ここで客室乗務員が交替し、乗客6名が降機し、あらたに乗客27名が搭乗した。ここで便名が「キプロス航空284便」となった。午前2時30分に乗員7名乗客59名を乗せて出発し午前2時41分に離陸した。284便は航空路R29Bを高度29,000フィートを巡航していた。午前2時58分には北に向かうBEAの同僚のコメット機が284便の下1000フィートを通過し、互いに確認したが、これが284便が目撃された最後の姿となった。
それから20分して284便から意味不明の混乱した通信を航空管制が受信した後に失踪した。そのためキプロスにあるイギリス軍基地から捜索機が出発したが、3時間後にギリシア・ロドス島の東南東約150キロメートルはなれた北緯35度55分、東経30度01分の地中海に墜落し、ジェット燃料の油膜や浮遊していた航空機の残骸や遺体を発見した。乗員乗客66名全員が死亡した。後に犠牲者59名の遺体が回収された。

## 事件の背景
機体の残骸は水深1600メートルの海底に沈んでおり、多くの機体は回収できなかったが、浮遊物から事件の背景が判明した。コメット連続墜落事故のように機体の欠陥が原因ではなく、人為的に引き起こされた犯罪と判明した。事故機の浮遊物は大きく2つの海域に分かれて回収された。北側から回収された機体は前方の構造物で、燃料にまみれていなかったのに対し、南側から回収されたのは油にまみれた主翼附近の構造物であった。また回収された遺体には急減圧の痕跡が無くなかには外見上ほとんど無傷なものまであった。そのため284便は巡航高度で空中分解したのではなく、おそらく急降下中の15,000フィートで主翼前縁部附近で前後2つに空中分解し、最後の交信からおよそ7分後の午前3時25分（協定世界時:午前7時25分）ごろに海面に激突したと推測された。
284便事故は、回収された座席クッションに爆発による損傷があったうえに、回収された一人の遺体から爆発を前からまともに受けた損傷を確認できたため、客室の座席の下に仕掛けられた高性能爆弾が爆発によるものと断定された。爆発物は遺体が回収されなかった乗客7名が座っていたであろう座席下に仕掛けられていたと推測された。そのため燃料タンクがない4Aもしくは5Aのファーストクラスの座席の下で爆発したと推測された。
なお、284便がしばらく飛行を続けられたのは、爆発が外壁まで損傷を与えるものではなかったため、与圧が破られず空中分解まで引き起こさなかったからである。しかし操縦系統に大きな損傷を与えていたため、操縦不能になり急降下を始め、空気の密度が高くなった15,000フィートでついに損傷を受けていた機体構造物が耐えられなくなり機体が2つに分離したと推測された。
動機は、被疑者を特定することが出来なかったため不明である。ただし有力な説としてキプロス陸軍司令官（かつてEOKAというテロ組織のリーダーとの説もあり）が搭乗を予定しており、その暗殺を狙ったテロと推定する説があった。司令官本人は直前に搭乗を取り止めており、そのため一般乗客のみが巻き込まれるという悲惨な事件となったとみられている。また乗客2名が異常に高額な生命保険に加入しており、そのうち1名は出発直前に加入していたため、保険金詐欺の疑いもあったが、ついに真相は明らかにならなかった。